# Samánidas
Los samánidas o samaníes (en persa: سامانیان‎, Sāmāniyān) fueron una de las primeras dinastías de emires iraníes que ejercieron su poder en las provincias orientales de Irán después de la conquista árabe. Se los recuerda principalmente por su labor de mecenazgo, fundamental en el desarrollo de la literatura persa posislámica (“neopersa”).

## Establecimiento de la dinastía
En el 816, el gobernador de Jorasán del califa abasí al-Ma’mūn (813-833) recompensó a los cuatro nietos del noble iraní Sāmān Jodā (Nūh, Ahmad, Yahyā y Elyās) con el gobierno de las ciudades de Samarcanda, Ferganá, Shash (cerca de la actual Taskent) y Herat. Los sucesivos gobernadores de la provincia confirmaron a los cuatro hermanos en sus cargos. Nūh, el mayor de los hermanos, nombró sucesor suyo como gobernador de Samarcanda a su hermano Ahmad, quien efectivamente ocupó el puesto tras el largo gobierno de Nūh. Ahmad nombró a su hijo Nasr su lugarteniente en los territorios de los que era gobernador.
En el 875, el califa invistió como gobernador (emir) de Transoxiana a Nasr ibn Ahmad, que hubo de defenderla del avance del saffarí Ya'qūb ibn Layth. Nasr encargó la toma de Bujārā a su hermano menor Ismā‘īl I, que anteriormente le había derrotado, pero con el que se había reconciliado. A la muerte de Nasr, fue Ismā‘īl quien le sucedió como gobernador de la región. El califa había aceptado la exigencia de Amr de que le nombrase gobernador de Transoxiana, pero había solicitado en secreto a Ismā‘īl que se opusiese a este. En 900, obtuvo Jorasán tras derrotar y hacer prisionero al emir saffarí Amr ibn Laith (hermano y sucesor de Ya'qūb ibn Layth) en Balj. Fue Ismā‘īl I (892-907) quien asentó el emirato samaní, con capital en Bujará, con un notable grado de autonomía fáctica respecto al califato, como muestra el hecho de que, en los años en que flaqueaba el poderío califal, los samaníes no se dignaban hacer llegar los impuestos a Bagdad.

## Expansión samaní y gobierno
Desde tiempos de Ismā‘īl I, los samaníes intentaron con diversos resultados controlar Gorgán y Tabaristán. Al norte del Sir Daria, las fronteras del emirato samaní alcanzaban hasta Isfijab, cerca de Chimkant, y Shash fue un importante centro comercial. Los samaníes dominaban Jorasán a través de gobernadores que residían en Nishapur. Gracias a los emires samaníes, el islam suní ortodoxo se implantó firmemente en Transoxiana.
Los samaníes, como otras de las dinastías que surgieron en el oriente del califato por la misma época, mantuvieron fundamentalmente la estructura gubernamental anterior —en algunos casos con nuevos títulos que más tarde heredaron las dinastías turcas— y se sometieron a la teórica soberanía del califa abasí, cuyo nombre seguía apareciendo en las monedas y se mencionaba en el rezo de los viernes, si bien acompañado por el del gobernante local. Su legitimidad descansaba en el nombramiento del califa, pero también en la teórica ascendencia sasánida, adoptada.
Las regiones bajo control samaní se dividían entre aquellas administradas de forma directa, las entregadas a gobernadores autónomos (como era el caso de Jorasán) y las gobernadas por dinastías locales sometidas a los samaníes.

## Emires
A Ismā‘īl le sucedió su hijo Ahmad, que tuvo que desbaratar la conjura de su tío Ishaq, gobernador de Samarcanda, que trató infructuosamente de hacerse con el poder a la muerte de Ismā‘īl. Ishaq intentó de nuevo arrebatar el poder a Nasr, hijo de Ahmad, después de que los esclavos de este lo asesinasen, pero no logró tomar Bujará e impedir el nombramiento de Nasr. Decidió, de todas formas, rebelarse y tratar de atraerse el favor de las ciudades bajo control samaní, pues ya contaba con el de Samarcanda. La rivalidad por el apoyo de las ciudades entre Nasr e Ishaq se saldó con el triunfo de este último. Gracias al apoyo de aquellas y ante las noticias de que los partidarios de su rival se preparaban para atacarle, marchó sobre Bujará, donde resultó derrotado en una dura batalla. Tras sufrir una nueva derrota en Samarcanda, se le trasladó prisionero a Bujará, donde Nasr recibió la confirmación como gobernador del califa. Frustró una confabulación de tres de sus hermanos presos y tuvo que aplastar la revuelta de una provincia, pero logró gobernar durante treinta años, hasta su muerte en el 943.
A Nasr le sucedió su hijo Nūh, que hubo de abandonar Bujará cuatro años después de su investidura hostigado por su antiguo jefe del ejército, que había tratado en vano de destituirlo y se había rebelado contra él, con el apoyo de uno de sus tíos, Ibrahim. Aunque este recibió el reconocimiento del califa, Nūh logró pronto sembrar la discordia entre los rebeldes y recuperar la capital samaní con ayuda de algunos de ellos. Perdió, sin embargo, el control de Jorasán, controlado todavía por sus enemigos, que recibieron el gobierno de la región de manos del califa. Murió cuando sus ejércitos iban a tratar de recuperar Nishapur, capital de Jorasán, campaña que tuvo lugar durante el gobierno de su hijo.
'Abd al-Malik logró recuperar Jorasán e imponer la paz a los enemigos de su padre pero, celoso del general que había logrado estas victorias, lo mandó asesinar. Durante su periodo como emir, tuvo lugar una gran conversión de turcos de la región al islam. Acabó muriendo tras siete años de gobierno, desnucado al caerse de un caballo. Le sucedió su hermano Mansūr.
A Mansūr le siguió al frente del gobierno de la región su hijo mayor, Nūh, aún menor de edad. Su reinado fue convulso por los numerosos enfrentamientos de las familias que se disputaban los cargos del Gobierno y del Ejército. Logró recuperar el control de Bujará, ocupada pasajeramente por los turcos. Solicitó y obtuvo el auxilio de Sebük Tigin, por entonces ya señor de Gazni y Bust. Tras un serio revés, los aliados lograron debelar completamente al rival de Nūh —hijo de un antiguo gobernador de Jurasán destituido por el samaní— a finales del 994. A pesar de la alianza, Sebük Tigin envió a su hijo Mahmud a hacerse con el control de Jurasán por la fuerza. Aunque sufrió algún revés a manos de los enemigos de Nūh que marcharon contra él desde Gorgán, finalmente logró mantener el dominio de la región. Murió en el 997, tras casi veintidós años de inestable reinado durante los que cambió a menudo de visires y jefes del Ejército. En sus últimos años, hubo de apoyarse en Sebük Tigin y su hijo Mahmud, que se convirtieron en los jefes militares del emir samaní.
A Nūh le sucedió su hijo mayor, Mansur, aún menor de edad, que mantuvo efímeramente en su puesto al último visir de su padre. Al comienzo de su reinado, se enfrentó con su tutor, al que apoyaba un ejército qarajánida. Después de reconciliarse con este, nombró a uno de sus mamelucos jefe de su ejército, que marchó a enfrentarse a Mahmud —este había abandonado Jurasán a la muerte de su padre para enfrentarse a su hermano Ismail, que había heredado las posesiones del fallecido—. Un desaire de Mansur al jefe mameluco durante la campaña hizo que este se confabulase con el tutor del samaní para deponerlo y cegarlo. El emir fue en efecto capturado, derrocado y cegado tras menos de dos años en el trono. Le sucedió uno de sus hermanos menores, 'Abd al-Malik. Mahmud se presentó entonces como vengador del depuesto emir, pero los que le habían apartado del poder lograron que abandonase su ofensiva cediéndole Jurasán. Intentaron entonces derrotarlo según se retiraba, pero uno de los hermanos de Mahmud les infligió una derrota definitiva, que acabó a la vez con el poder de la dinastía samaní. El mismo año (999) que los señores de Gazni vencían al nuevo emir, los qarajaníes tomaban Bujará y en ella a toda la familia real, llegados con el pretexto de socorrerla frente a los de Gazni. 'Abd al-Malik, el emir entronizado después del derrocamiento de su hermano mayor, murió en cautividad. El propio Mansur también fue capturado con el resto de la familia.
El tercero de los hijos de Nūh, Ismā‘īl, logró escapar del cautiverio disfrazado de esclava, reunió a los fieles a la dinastía y retomó Bujará. Derrotado poco después por los qarajaníes, abandonó Bujará y marchó contra los señores de Gazni en Nishapur, donde derrotó a uno de los hermanos de Mahmud. Mahmud se obligó a retirarse a Gorgán, desde donde regresó para tratar de tomar una vez más la ciudad, pero resultó vencido (1001). Trató de tomar en vano el control de Gorgán y acabó refugiado entre los turcos oguz, que le ofrecieron su apoyo en su lucha contra los qarajaníes. Decidido finalmente a someterse a Mahmud de Gazni a cambio de su apoyo, los qarajaníes lo derrotaron antes de que recibiese el auxilio de aquel. Refugiado en Merv, murió asesinado por su anfitrión (1005). Su muerte puso fin a la dinastía.

## Región fronteriza
El emirato samaní cumplió una importante función militar, pues sirvió de protección al mundo musulmán ante las incursiones de las tribus turcas paganas de Asia Central. Por esta razón, los endémicos combates en la frontera con las estepas del norte entre los ghazis samaníes y las paganas tribus turcas dieron, en vez de botín, una abundancia de esclavos turcos. Algunos de estos esclavos se los vendía en Bagdad y de entre ellos se reclutaban la guardia califal de mamelucos (soldados esclavos). La dinastía se hallaba, en efecto, en la frontera musulmana, y controlaba el flujo de esclavos turcos (para fines civiles o militares) que ingresaban en el territorio islámico. Los emires samaníes también usaron muchos esclavos turcos como mamelucos, aunque la importancia del componente local —formado por levas de musulmanes libres y dirigido por los notables de la zona— siempre fue grande. Estos mamelucos llegaron a ser un elemento muy importante en el ejército samaní —especialmente en la decadencia de la dinastía— y ocuparon posiciones de mucha responsabilidad en la política del emirato. Resultaron ser también, sin embargo, un foco de amenazas para la dinastía, fuente de importantes rebeliones.

Persia hacia mediados del siglo X, con la extensión de las posesiones samaníes y sus territorios dependientes.

El elemento servil de las fuerzas samaníes creció tanto por la presión de los turcos de las estepas como por la conversión de estos al islam, que eliminó la posibilidad de utilizar a los campeones islámicos contra ellos. Se empleaban también contra los búyidas en la frontera occidental del emirato. Estas unidades eran caras y, a menudo, poco disciplinadas.

## Cultura y religión
La dinastía contribuyó notablemente al desarrollo del persa, entonces en lenta decadencia. Este idioma, surgido en la región de Jorasán, había desplazado al persa medio en el siglo VIII. La dinastía potenció el idioma favoreciendo la conservación de los textos en persa y la producción de nueva poesía, además de la redacción de antologías poéticas. Acogió además a literatos y filósofos en sus territorios, de los que se conserva en nombre de más de un centenar. Tanto Rudakí, el «padre» de la poesía persa, como Ferdousí desarrollaron su carrera en los dominios samaníes. Asimismo, la correspondencia oficial de la corte se redactaba en persa, que sustituyó al árabe.
Durante el periodo de dominio samaní también se produjo un importante desarrollo de la ciencia con la actividad de Avicena —destacado en medicina y ciencias naturales— y Biruni —con obras de astronomía, geografía y matemáticas—. Aunque en estos campos, así como en el religioso, continuó el dominio del árabe, en la literatura el persa recuperó su antigua pujanza.
El arte también se vio favorecido por la mezcla de influencias persas y turcas.
Otra importante innovación que tuvo lugar durante el periodo samaní y que se extendió más tarde durante el gaznaví, fue la creación de escuelas islámicas suníes (madrazas) como reacción a las que habían creado otras ramas del islam como los fatimíes —chiíes ismailitas— en Egipto o los búyidas —pertenecientes a otra rama chií— en Bagdad.
El reinado de la dinastía se considera una edad de oro de la región, que tuvo un floreciente comercio, tanto con las regiones musulmanas del suroeste como con China, la estepa o la región del Volga. Este comercio favoreció además la ampliación y embellecimiento de las ciudades del emirato.

## Crisis y ocaso de la dinastía
Uno de estos mamelucos, el general Alp Tigin —comandante de las fuerzas samaníes de Jorasán durante el reinado del emir Abd al-Malik I—, tras intrigar contra el nuevo emir Mansūr I —había preferido que a aquel le sucediese uno de sus hijos y no su hermano—, se sublevó en Balj y, al no poderse mantener en Jorasán, se retiró a la frontera sudeste del emirato, conquistó y se estableció en Gazni —zona por entonces semiislamizada— como gobernador semiindependiente (962) y comenzó una guerra santa contra los hindúes. A Alp Tigin le sucedieron su hijo y más tarde otros oficiales mamelucos en lo que se convirtió en el embrión del futuro Imperio gaznávida.
Como recompensa por su auxilio contra ciertos generales rebeldes, el emir Nūh II (976-997) confirmó al general mameluco Sebük Tigin (سبکتگین) como gobernador independiente de Gazni (que incluía las regiones montañosas de Tocaristán, Bamiyán y Ghor) y a su hijo Mahmūd como gobernador de Jorasán. En el 977, Sebük Tigin creaba su propia dinastía. Aprovechando las dificultades de los samaníes en el norte, logró que estos le entregasen el control de Jorasán. Mahmūd heredó los territorios de su padre a la muerte de este y reforzó su dominio de los territorios al sur del Oxus.
Mientras tanto, los turcos qarajaníes invadieron desde el noreste el territorio samaní —en plena decadencia—. En el 992, los qarajaníes cruzaron la frontera aprovechando la crisis interna del emirato y capturaron Bujará, de la que, sin embargo, se retiraron poco más tarde. En el 999, un nuevo ejército qarajaní volvió a tomar la ciudad, que se rindió sin resistencia. Los conquistadores capturaron al emir samaní y a sus hermanos, que deportaron. Uno de ellos, Ismā‘īl II, el último samaní, logró huir y trató en vano de oponerse a los invasores durante unos meses. Los qarajaníes y los gaznavíes se repartieron el antiguo emirato samaní, quedando los territorios al norte del Amu Daria para los primeros y los territorios del sur para los segundos, a pesar de algunos choques fronterizos que se saldaron con la victoria de Mahmūd.

## Anecdotario
En 997, Nuh II fue curado por el joven médico Avicena, quien contaba entonces con 17 años.